# Daniel Prévost
Pour les articles homonymes, voir Daniel Prévost (homonymie), Prévost et Forestier (homonymie).
Daniel Prévost est un comédien et humoriste français, né le 20 octobre 1939 à Garches (Seine-et-Oise, actuels Hauts-de-Seine).

## Biographie

### Origines familiales
Daniel Prévost est le fils naturel de Mohand Aït-Salem, originaire de Kabylie, et d'une mère normande. Sa mère lui ayant caché sa filiation, il n'apprend que tardivement l'identité de son père : un kabyle originaire de Taghzout, Illilten. Dans les années 1990, Daniel Prévost se rend en Kabylie et retrouve la famille de son père,.

### Jeunesse et formation
Il débute tôt à la télévision, dans les années 1960 chez Jean-Christophe Averty (Les Raisins verts, Douches écossaises), dans Les Saintes Chéries, une série avec Daniel Gélin et dans les sketches de La Caméra invisible. En même temps, il débute au cinéma sous la direction de Gérard Pirès, Michel Audiard et Jean Yanne avec un rôle remarqué dans Tout le monde il est beau, tout le monde il est gentil.
Sa popularité s'accentue avec ses chroniques dans Le Petit Rapporteur (1975 - 1976) de Jacques Martin (une émission comique où va également percer Pierre Desproges). Un des reportages les plus connus fut celui que Daniel fit sur le village de Montcuq, avec Pierre Bonte. Il se fait remarquer par le grand public par son humour grinçant. Il devient célèbre aussi par les sketches loufoques écrits par Gébé et Roland Topor pour Merci Bernard (1980) de Jean-Michel Ribes. Il anime brièvement Anagram, un jeu télévisé sur TF1 de septembre à décembre 1985.

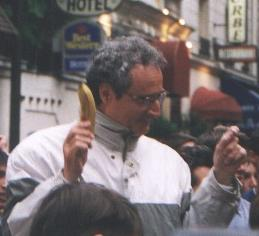
Daniel Prévost en juin 1999 pour la dernière de La Grosse Émission.

On le voit ensuite dans d'importants seconds rôles, notamment dans Uranus (1990), en Rochard, cheminot communiste pleutre, souffre-douleur de Gérard Depardieu, Le Dîner de cons (1998), comédie qui a eu un gros succès commercial et pour lequel il obtient le César du meilleur second rôle en jouant Cheval, un contrôleur des impôts et La Vérité si je mens ! 2 (2001), en directeur des achats d'un groupe de grande distribution qui tire le maximum de ses fournisseurs et finit par se faire rouler. Dans la décennie de 1990, il alterne sa carrière au cinéma avec des one-man shows de spectacles comiques.
Il participe à des projets potaches comme La Nuit de l'invasion des nains de jardin venus de l'espace (1997). De plus, en 1999, il présente pendant plusieurs mois La Grosse Émission sur la chaîne Comédie !. En 2006, dans René Bousquet ou le grand arrangement de Laurent Heynemann, puis en 2007 dans le téléfilm Monsieur Joseph d'Olivier Langlois, il laisse apparaître un registre dramatique qu'on ne lui connaissait pas encore. Pour sa performance, il reçoit le prix de la meilleure interprétation masculine au Festival de la fiction TV de La Rochelle 2007.
L'année 2009 est marquée par la sortie de plusieurs longs-métrages attestant de son importance au sein du cinéma français : il tourne sous la direction de Francis Huster dans le drame Un homme et son chien, aux côtés de Jean-Paul Belmondo. Mais il tient aussi des seconds rôles dans des grosses productions, adaptations de l'œuvre de René Goscinny : il incarne M. Moucheboum dans Le Petit Nicolas, de Laurent Tirard, et incarne un Pat Poker redoutable dans Lucky Luke, de James Huth.
En 2010, il est la tête d'affiche d'une autre adaptation de bande dessinée, le drame indépendant Les Petits Ruisseaux, écrit et réalisé par Pascal Rabaté.
Lors de l'émission La Traversée du miroir sur France 5 du 26 février 2012, il a déclaré avoir la double nationalité française et algérienne, cette dernière ayant été obtenue après être parti sur les traces de ses racines à l'âge de 40-45 ans.
En 2013, il fait partie de la distribution réunie par Frédéric Berthe pour la comédie Les Invincibles. Et en 2014, Pascal Rabaté lui confie un second rôle dans son prochain film Du goudron et des plumes, porté par Sami Bouajila et Isabelle Carré.
La même année, il revient dans le costume de M. Moucheboume pour la suite Les Vacances du Petit Nicolas, toujours sous la direction de Laurent Tirard.
En 2017, il a été filmé par Gérard Courant pour son anthologie cinématographique Cinématon. Il est le numéro 2993 de cette collection.

### Vie privée
Dans les années 1960, lors du festival d'Elseneur au Danemark, Daniel rencontre une Danoise, Jette Bertelsen (dite Yette), qu'il épouse et avec laquelle il a trois enfants : Sören, Erling et Christophe Prévost, eux-mêmes comédiens. Elle meurt dans un hôtel de Lille le 19 mars 2007 alors qu'elle accompagnait son mari sur le tournage de Monsieur Joseph pour France 2.

## Filmographie

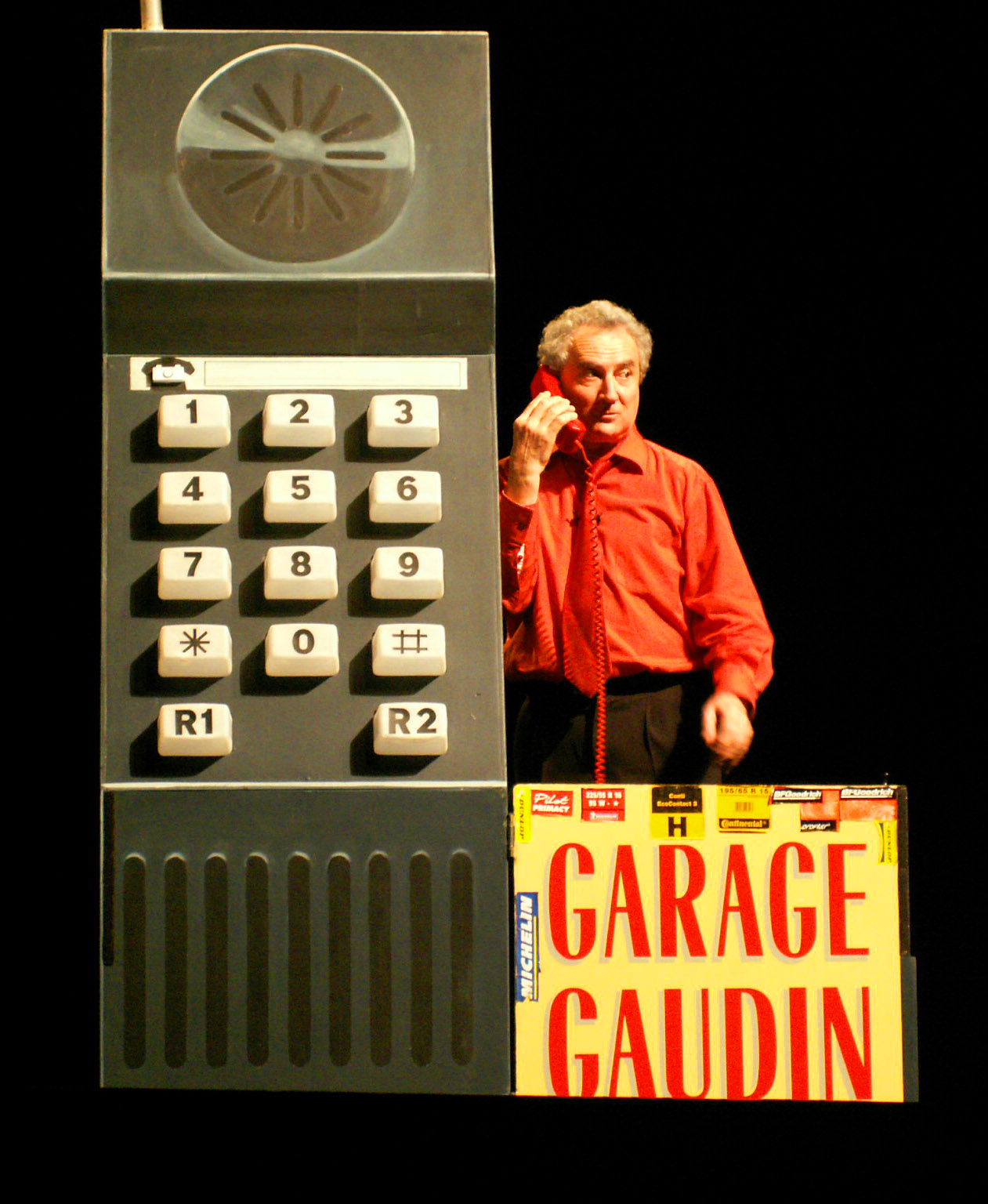
Daniel Prévost à Vitré en 2006.

### Cinéma

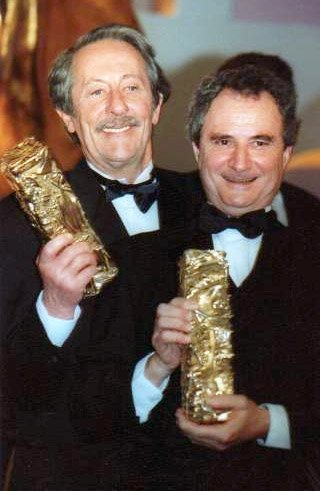
Avec Jean Rochefort lors de la des César.

#### Années 1960
Note :

Il est souvent crédité à tort pour Le Roi de cœur (1966) de Philippe de Broca. Il avait confirmé dans une émission de Canal+, En aparté, qu'il n'avait jamais participé à ce film.
- 1968 : Erotissimo de Gérard Pirès : Le démarcheur
- 1969 : La Fête des mères court-métrage de Gérard Pirès
- 1970 : Les voisins n'aiment pas la musique de Jacques Fansten
- 1970 : Caméléon de René Couderc : Mario

#### Années 1970
- 1971 : Laisse aller... c'est une valse ! de Georges Lautner : Pierre
- 1972 : Elle court, elle court la banlieue de Gérard Pirès : l'employé des réclamations de la SNCF
- 1972 : Elle cause plus... elle flingue de Michel Audiard : le premier inspecteur
- 1972 : Tout le monde il est beau, tout le monde il est gentil de Jean Yanne : Sylvestre Ringeard
- 1972 : La Belle Affaire de Jacques Besnard
- 1972 : L'An 01 de Jacques Doillon
- 1973 : Moi y'en a vouloir des sous de Jean Yanne : Rozales
- 1973 : Je sais rien, mais je dirai tout de Pierre Richard : Morel, un policier
- 1973 : Le Concierge de Jean Girault : Daniel
- 1973 : La Dernière Bourrée à Paris de Raoul André : Philippe
- 1973 : Juliette et Juliette de Remo Forlani : l'ami du photographe
- 1973 : Le Permis de conduire de Jean Girault : le second moniteur
- 1974 : Comment réussir quand on est con et pleurnichard de Michel Audiard : le taulier du cabaret
- 1974 : La Bonne Nouvelle court métrage de André Weinfeld : Albert
- 1974 : Les Chinois à Paris de Jean Yanne : Fontanes
- 1974 : La Gueule de l'emploi de Jacques Rouland : l'assistant réalisateur
- 1974 : Y'a un os dans la moulinette de Raoul André : Bob
- 1975 : Trop c'est trop de Didier Kaminka
- 1976 : La situation est grave mais... pas désespérée ! de Jacques Besnard : inspecteur Landrin
- 1976 : Un mari, c'est un mari de Serge Friedman : Lucien
- 1976 : Cours après moi que je t'attrape de Robert Pouret : Champfrein
- 1977 : Ne me touchez pas... ou Arrête ton cinéma de Richard Guillon : Paratino, le producteur
- 1978 : Rien ne va plus de Jean-Michel Ribes : le syndicaliste
- 1979 : Je te tiens, tu me tiens par la barbichette de Jean Yanne : Dache
- 1979 : L'Associé de René Gainville : Zephir
- 1980 : Sacrés Gendarmes de Bernard Launois : le jeune gendarme
- 1980 : Voulez-vous un bébé Nobel ? de Robert Pouret : Jean-Philippe Hiagault
- 1980 : Fais gaffe à la gaffe ! de Paul Boujenah : Prunus

#### Années 1980
- 1983 : Prends ton passe-montagne, on va à la plage d'Eddy Matalon : Antoine Mazin
- 1983 : Ça va pas être triste de Pierre Sisser : Monsieur Lambert
- 1983 : Mon curé chez les Thaïlandaises de Robert Thomas : général Choko
- 1983 : Adieu foulards de Christian Lara : le médium
- 1985 : Liberté, égalité, choucroute de Jean Yanne : le vizir
- 1985 : Vive le fric ! de Raphaël Delpard : le banquier
- 1985 : Tranches de vie de François Leterrier : le présentateur TV
- 1990 : Uranus de Claude Berri : Rochard, un employé SNCF communiste

#### Années 1990
- 1992 : Ville à vendre de Jean-Pierre Mocky : le capitaine Georges Montier
- 1992 : Room service de Georges Lautner : Franck
- 1993 : Une journée chez ma mère de Dominique Cheminal : le premier égoutier
- 1993 : L'Œil qui ment de Raoul Ruiz : le curé
- 1994 : Le Colonel Chabert d'Yves Angelo : Boucard
- 1994 : Les Faussaires de Frédéric Blum : Verdouillet
- 1994 : La faute court métrage de Karel Prokop
- 1995 : Ma femme me quitte de Didier Kaminka : Jérémie Duvernois
- 1996 : Le Plus Beau Métier du monde de Gérard Lauzier : Albert Constantini, le voisin
- 1996 : La Nuit de l'invasion des nains de jardin venus de l'espace, court-métrage de Dylan Pelot : voix off
- 1996 : Le combat des reines de Pierre-Antoine Hiroz
- 1997 : Tenue correcte exigée de Philippe Lioret : M. Bardon, le concierge de l'hôtel Charles-VII
- 1997 : Violetta, la reine de la moto de Guy Jacques : Kléber
- 1997 : Droit dans le mur de Pierre Richard : Lucchino
- 1997 : Le Comédien de Christian de Chalonge : l'acteur
- 1997 : Le commando des pièces à trous court métrage de Pierrot de Heusch : M. Clément
- 1998 : Un grand cri d'amour de Josiane Balasko : Léon
- 1998 : Le Dîner de cons de Francis Veber : Lucien Cheval, le contrôleur fiscal
- 1999 : Astérix et Obélix contre César de Claude Zidi : Prolix
- 1999 : Les Insaisissables de Christian Gion : Grimbert
- 2000 : Vive nous ! de Camille de Casabianca : Alain Leroy
- 2000 : La Vérité si je mens ! 2 de Thomas Gilou : Denis Vierhouten, le patron d'hypermarché véreux et sans scrupules
- 2000 : Uppercut court métrage de Patrice Jourdan et Sören Prévost : le vieux
- 2000: Le zéro court métrage de Georges Sebag avec Jango Edwards, Philippe Khorsand, Soren Prévost
- https://www.youtube.com/watch?v=TXLFKX2ijR4

#### Années 2000
- 2001 : Le Soleil au-dessus des nuages d'Éric Le Roch : Jean
- 2001 : Un crime au Paradis de Jean Becker : l'avocat général Miramont
- 2002 : Mon idole de Guillaume Canet : M. Balbot
- 2002 : Raisons économiques court métrage de Patrice Jourdan et Sören Prévost : l'homme de 50 ans
- 2002 : Coup franc indirect court métrage de Youcef Hamidi
- 2003 : Pas sur la bouche d'Alain Resnais : Faradel
- 2004 : La méthode Bourchnikov court métrage d'animation de Grégoire Sivan : l'animateur télé (voix off)
- 2006 : La Maison du bonheur de Dany Boon : Jean-Pierre Draquart
- 2006 : Curriculum court métrage de Alexandre Moix : Guy Michel
- 2008 : Musée haut, musée bas de Jean-Michel Ribes : Maurice Bagnole
- 2008 : Home Sweet Home de Didier Le Pêcheur : Albert
- 2008 : Le Bal des finissantes court métrage de Sören Prévost
- 2009 : Un homme et son chien de Francis Huster : Achab
- 2009 : Le Petit Nicolas de Laurent Tirard : M. Moucheboume
- 2009 : Lucky Luke de James Huth : Pat Poker, le gangster qui dirige Daisy Town
- 2010 : Les Petits Ruisseaux de Pascal Rabaté : Émile

#### Années 2010

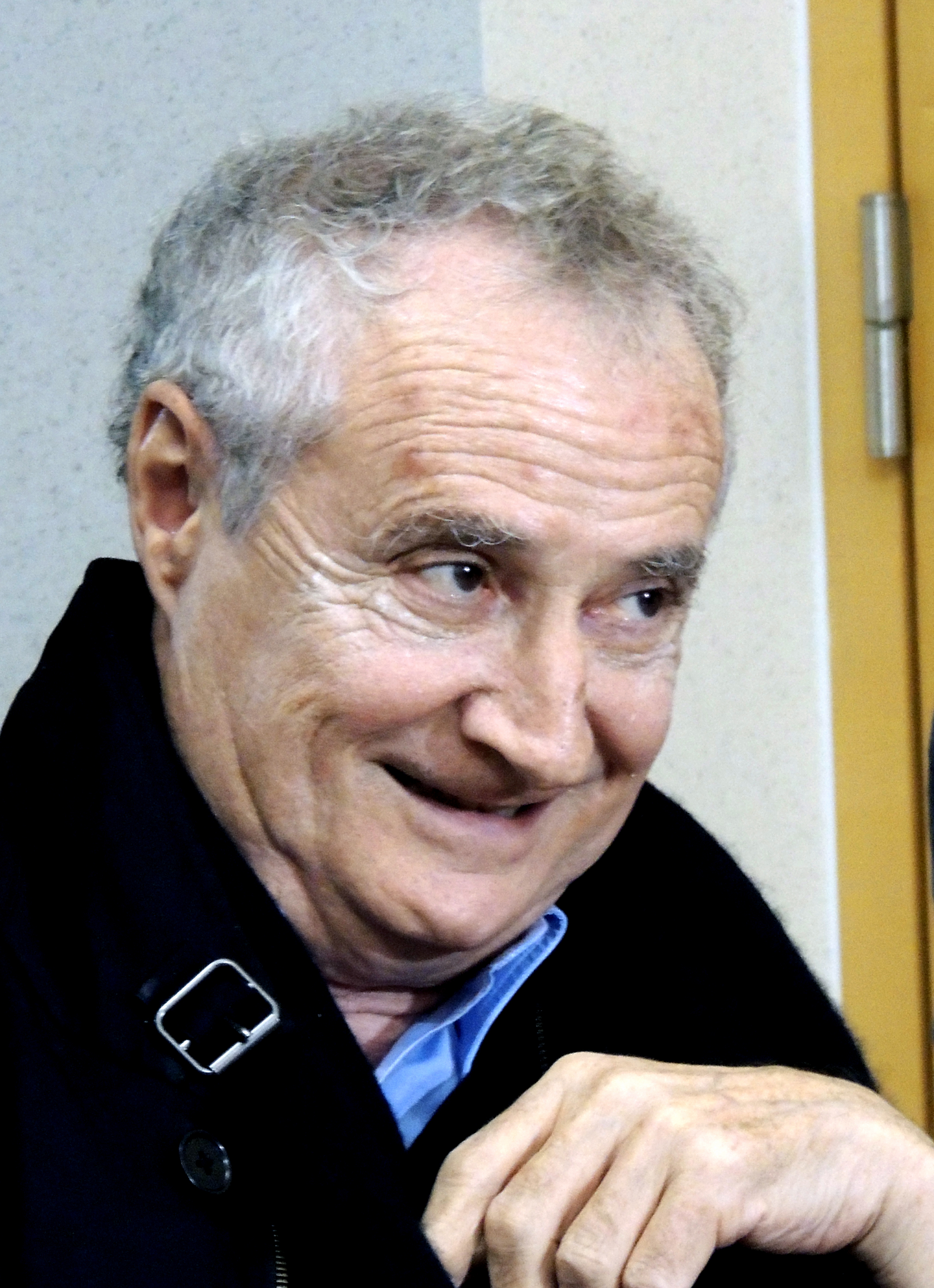
Daniel Prévost en 2013 au Festival du film de Waterloo.

- Daniel Prévost en 2013 au Festival du film de Waterloo.2013 : Les Invincibles de Frédéric Berthe : Martinez
- 2014 : Du goudron et des plumes de Pascal Rabaté : Kader
- 2014 : Les Vacances du Petit Nicolas de Laurent Tirard : M. Moucheboume
- 2015 : Sardine court métrage de Christel Delahaye : Jacques
- 2017 : Mission Pays basque de Ludovic Bernard : Ferran Beitialarrangoïta
- 2017 : Satire dans la campagne de Marc Large et Maxime Carsel : lui-même
- 2017 : Cinématon #2993 de Gérard Courant : lui-même
- 2017 : Daniel Prévost à la cérémonie de clôture de remise des prix du FIFIGROT 2017, Carnets filmés de Gérard Courant : un juré de festival de cinéma
- 2017 : Daniel Prévost au FIFIGROT 2017, Carnets filmés de Gérard Courant : un conférencier
- 2019 : Chaval, danger d’explosion, documentaire de Marc Large : le narrateur

#### Années 2020
- 2020 : Lucky d'Olivier Van Hoofstadt : Monsieur Roger
- 2020 : Thomas de Julien Camy (court métrage) : le vieil anarchiste
- 2020 : Les Blagues de Toto de Pascal Bourdiaux : le grand-père de Toto
- 2022 : Maison de retraite de Thomas Gilou : Alfred de Gonzague
- 2022 : Adieu Paris d'Édouard Baer : Bertrand
- 2023 : Mon crime de François Ozon : M. Parvot, le Président des Assises
- 2024 : Maison de retraite 2 de Claude Zidi Jr. : Alfred de Gonzague

## Box-office
| Film                                                   | Année | Réalisateur     | Box-office        |
| ------------------------------------------------------ | ----- | --------------- | ----------------- |
| Le Dîner de cons                                       | 1998  | Francis Veber   | 9 247 001 entrées |
| Astérix et Obélix contre César                         | 1999  | Claude Zidi     | 8 948 624 entrées |
| La Vérité si je mens ! 2                               | 2001  | Thomas Gilou    | 7 826 393 entrées |
| Le Petit Nicolas                                       | 2009  | Laurent Tirard  | 5 520 562 entrées |
| Tout le monde il est beau, tout le monde il est gentil | 1972  | Jean Yanne      | 4 076 678 entrées |
| Uranus                                                 | 1990  | Claude Berri    | 2 542 412 entrées |
| Moi y'en a vouloir des sous                            | 1973  | Jean Yanne      | 2 506 400 entrées |
| Les Vacances du petit Nicolas                          | 2014  | Laurent Tirard  | 2 455 294 entrées |
| Le Permis de conduire                                  | 1974  | Jean Girault    | 2 309 606 entrées |
| Le Plus Beau Métier du monde                           | 1996  | Gérard Lauzier  | 2 269 925 entrées |
| Erotissimo                                             | 1969  | Gérard Pirès    | 2 102 017 entrées |
| Maison de Retraite                                     | 2022  | Thomas Gilou    | 2 009 803 entrées |
| Lucky Luke                                             | 2009  | James Huth      | 1 865 726 entrées |
| Cours après moi que je t'attrape                       | 1976  | Robert Pouret   | 1 755 935 entrées |
| Le Colonel Chabert                                     | 1994  | Yves Angelo     | 1 694 670 entrées |
| Les Chinois à Paris                                    | 1974  | Jean Yanne      | 1 651 959 entrées |
| Elle court, elle court la banlieue                     | 1973  | Gérard Pirès    | 1 549 617 entrées |
| Je sais rien, mais je dirai tout                       | 1973  | Pierre Richard  | 1 485 350 entrées |
| Laisse aller... c'est une valse !                      | 1971  | Georges Lautner | 1 386 576 entrées |
| La Maison du bonheur                                   | 2006  | Dany Boon       | 1 146 781 entrées |
| Elle cause plus... elle flingue                        | 1972  | Michel Audiard  | 1 110 539 entrées |
| Mon crime                                              | 2023  | François Ozon   | 1 091 489 entrées |
| Je te tiens, tu me tiens par la barbichette            | 1979  | Jean Yanne      | 1 065 991 entrées |

### Télévision
- 1970 : Les Saintes Chéries (série télévisée) de Jean Becker : le coursier
- 1972 : Aujourd'hui à Paris de Pierre Tchernia
- 1977 : Les Folies Offenbach (série télévisée) de Michel Boisrond : Lépine
- 1978 : Les Grandes Conjurations : Le Tumulte d'Amboise de Serge Friedman : Ruggieri
- 1982 : Merci Bernard (série télévisée) de Jean-Michel Ribes
- 1984 : L'appartement (série télévisée) de Dominique Giuliani : Luc Badu
- 1989 : Palace (série télévisée) de Jean-Michel Ribes : Bertrand de Bergounioux
- 1990 : Drôle de couple de Patrick Bureau, captation de la pièce de Neil Simon : Charlie
- 1990 : On dînera au lit de Georges Folgoas, captation de la pièce de Marc Camoletti : Victor
- 1991 : L'Huissier de Pierre Tchernia : Saint-Yves
- 1991 : Dis-moi qui tu hais court métrage de Jean-Pierre Mocky (diffusé dans la collection Myster Mocky présente) : Robert
- 1992 : Bienvenue à Bellefontaine de Gérard Louvin : Robert
- 1992 : Pognon sur rue de Jean-Louis Bertuccelli : Michel Grimault
- 1992 : La Guerre des privés de Jean-Pierre Prévost : Fracher
- 1994 : La Guerre des privés : Deux morts sans ordonnance de Josée Dayan : Fracher
- 1994 : La Guerre des privés : Tchao poulet de Josée Dayan : Fracher
- 1995 : Le Combat des reines de Pierre-Antoine Hiroz : Gustave
- 1995 : Les hommes et les femmes sont faits pour vivre heureux... mais pas ensemble de Philippe de Broca : Kerman
- 1996 : Les Cinq Dernières Minutes : Le quincaillier amoureux de Jean Marbœuf : commissaire Larcher
- 1996 : La rançon du chien de Peter Kassovitz : Max Ducasse
- 1997 : Faussaires et assassins de Peter Kassovitz : Goudeloup
- 2000 : Charmants voisins de Claudio Tonetti : Daniel Berger
- 2001 : La Cape et l'Épée : La conquête du saint Râle (série télévisée) de Jean-Jacques Amsellem : le ménestrel
- 2004 : Volpone de Frédéric Auburtin : Mosca
- 2004 : Sodome et Virginie de Laurent Preyale : Romeo
- 2005 : Galilée ou l'Amour de Dieu de Jean-Daniel Verhaeghe : le grand inquisiteur
- 2006 : Je hais les parents de Didier Bivel : Henri
- 2006 : René Bousquet ou le grand arrangement de Laurent Heynemann : René Bousquet
- 2007 : Monsieur Joseph d'Olivier Langlois : Youssef Hamoudi
- 2009 : Un souvenir de Jacques Renard : Thomas Lebey
- 2013 : Les Mauvaises Têtes de Pierre Isoard : Paul
- 2016 : La Loi de Simon : Des hommes en noir (mini série télévisée) de Didier Le Pêcheur : Simon Varlet
- 2019 : Nina, saison 5 épisode 8 (L'éternel retour) de Jérôme Portheault : Michel Joubert
- 2020 : Draculi & Gandolfi de Guillaume Sanjorge : comte Prévi[6]
- 2023 : Mademoiselle Holmes, mini-série de Frédéric Berthe et François Ryckelynck

### Théâtre
- 1972 : Au théâtre ce soir : La main passe de Georges Feydeau, mise en scène Pierre Mondy, réalisation Pierre Sabbagh, théâtre Marigny
- 1976 : Au théâtre ce soir : Attends-moi pour commencer de Joyce Rayburn, adaptation Jean Marsan, mise en scène Michel Roux, réalisation Pierre Sabbagh, théâtre Édouard-VII
- 1980 : Au théâtre ce soir : Décibel de Julien Vartet, mise en scène Max Fournel, réalisation Pierre Sabbagh, théâtre Marigny
- 1984 : Au théâtre ce soir : La Pomme de Louis Verneuil et Georges Berr, mise en scène René Dupuy, réalisation Pierre Sabbagh, théâtre Marigny

### Émissions télévisées
- 1963 : participe à l'émission télévisée Le Petit Conservatoire de la Chanson de Mireille
- 1975 : Le Petit Rapporteur (émission humoristique créée par Jacques Martin)
- 1985 : Anagram
- 1999 : La Grosse Émission sur Comédie

## Théâtre
- 1961 : L'Étourdi de Molière, mise en scène Jean Meyer, Théâtre du Palais Royal
- 1961 : Le Dépit amoureux de Molière, mise en scène Jean Meyer, Théâtre du Palais-Royal
- 1961 : Un certain monsieur Blot de Robert Rocca, mise en scène René Dupuy, théâtre Gramont
- 1962 : Les Femmes savantes de Molière, mise en scène Jean Meyer, théâtre du Palais Royal
- 1964 : Rien que des monstres de Jean-Christophe Averty, mise en scène Jean-Christophe Averty, avec Boby Lapointe et Roger Riffard
- 1966 : La Nuit de Lysistrata d'Aristophane, mise en scène Gérard Vergez, théâtre Édouard-VII
- 1971 : La main passe de Georges Feydeau, mise en scène Pierre Mondy, théâtre Marigny
- 1972 : Duos sur canapé de Marc Camoletti, mise scène de l'auteur, théâtre Michel
- 1977 : Grandeur et Misère de Marcel Barju de Daniel Prévost, mise en scène Pierre Vielhescaze et Claude Kolton, théâtre Fontaine
- 1979 :  Venez nombreux One-Man Show, théâtre des 400 coups
- 1980 : On dînera au lit de Marc Camoletti, mise en scène de l'auteur, théâtre Michel
- 1985 : La Prise de Berg-Op-Zoom de Sacha Guitry, mise en scène de Jean Meyer, théâtre des Célestins
- 1986 : La Prise de Berg-Op-Zoom de Sacha Guitry, mise en scène de Jean Meyer, théâtre des Nouveautés, théâtre de la Michodière
- 1986 : La Galipette d'E. Barrett, mise en scène Robert Manuel, théâtre Marigny
- 1987 : Drôle de couple de Neil Simon, mise en scène de Jean-Luc Moreau, théâtre des Célestins
- 1988 : Drôle de couple de Neil Simon, mise en scène de Jean-Luc Moreau, théâtre Saint Georges
- 1989 : Duos sur canapé de Marc Camoletti, mise en scène de l'auteur, théâtre Michel
- 1990 : Vite une femme de Daniel Prévost, mise en scène de Jean-Luc Moreau, théâtre Michel
- 1991 : Déconnage immédiat, One-Man-Show, Grand Théâtre d'Edgar
- 1992 : Le grand jeu de Philippe Hodara et Bruno Chapelle, mise en scène de Daniel Colas, théâtre Michel
- 1993 : La Frousse de Julien Vartet, mise en scène Raymond Acquaviva, théâtre Édouard-VII
- 1996 : L'Avare de Molière, mise en scène Christophe Correia, théâtre de Boulogne-Billancourt
- 2000 : Show Business de George Huang, mise en scène Thomas Langmann, théâtre de la Gaîté-Montparnasse
- 2002 : Sodome et Virginie, de Daniel Prévost, mise en scène de l'auteur, théâtre de la Gaîté-Montparnasse
- 2005 : Être ou ne pas être Daniel Prévost, One-Man-Show, mise en scène Sorën Prévost
- 2006 : Paris world tour 2006, One-Man-Show d'après Les Pensées, mise en scène Sorën Prévost, Olympia
- 2008 : Fédérico, l'Espagne et moi, mise en scène Erling Prévost
- 2014-2015 : Les Stars de Neil Simon, mise en scène Pierre Laville, tournée puis théâtre Saint-Georges

## Publicité
- Système U : il prête sa voix pour les spots publicitaires des magasins U au début des années 1990[7] et à partir de début 2014 uniquement dans les spots radio.
- MAAF.
- Renault : en duo avec Claude Piéplu[8],
- Michelin[9],
- Rivoire et Carret : en duo avec Pierre Desproges[10].

## Radio
- Chronique inutile et à bâtons rompus : quelques mois durant les années 1980 (ou début 1990), sur Sud radio.

## Discographie
- 1961 : Un certain Monsieur Blot de Robert Rocca d'après le livre de Pierre Daninos. Réalisation de René Dupuy. Au piano : Michel Ramos. Avec Michel Serrault et Georges Audoubert, Christine Aurel, Jacqueline Cros, Robert Destain, Michel George, Fernand Guiot, Francis Joffo, Claude Larue, Paul Le Person, Francine Olivier, Daniel Prévost, Danielle Rocca, Pierre Roussel, André Thorent, Jean Yanne. Commentaires dits par Robert Rocca. Enregistrement public au Théâtre Gramont. (Philips B 76.509)
- 1964 : Finale des relais de la chanson française : François Néry, Christian Bréaud, Jean-Pierre Huser, Serge Lama, Daniel Prévost : Les jobs (Prévost), Le schtrock (Prévost). Orchestre d'Henri Pelissier. (Autoproduction RC 64)[11].
- 1966 : La gitana (Prévost, Riffard, Cagnasso) / Les jobs (Prévost) / Brève rencontre (Prévost, Riffard, Cagnasso) / Horrible amour (Prévost). Production : Pierre Vassiliu. (Decca 460.956)
- 1966 : Hélène (Prévost, Riffard, Cagnasso) / Madame Irma (Prévost, Riffard, Cagnasso) / Mon bateau (Prévost, Riffard, Cagnasso) / Tu m’as plu (Prévost, Riffard, Cagnasso). Production : Pierre Vassiliu. Orchestre d'Ivan Jullien. (Decca 460.979)
- 1976 : Je demande Melle Angèle (porte 1 à 7) (l’Insoutenable, Cantate Wip 736 opus 45) / Je demande Melle Angèle (porte 8 à 14) (l’Insoutenable, Cantate Wip 736 opus 45) / Je demande Melle Angèle (porte 15 à 21) (l’Insoutenable, Cantate Wip 736 opus 45) / Je demande Melle Angèle (porte 22 à 28) (l’Insoutenable, Cantate Wip 736 opus 45). Jacques Martin, Pierre Desproges, Daniel Prévost, Piem, Pierre Bonte, Stéphane Collaro. Orchestration : Robert Quibel. Piano : André Dauchy. Contient deux 45 tours. La chanson se termine au numéro 28. (WIP / Polydor 2607 902 2)
- 1977 : Le grand prix de la connerie française (Daniel Prévost - Nathalie Courval) / L’écrivain (Daniel Prévost). Réalisation : Pierre Vielhescaze & Claude Kolton. Enregistré en public au théâtre Fontaine (Paris). Extrait de la pièce "Grandeur et misère de Marcel Barju" avec la participation de Nathalie Courval & Bernard Charlan. (Mouche Records / Sonopresse MR 46807)
- 1985 : La ronde des métiers (avec la participation des scouts de France / Mégalo song (Puma 1391 / Carrère 13 905)
- 1989 : Loulou Nénette / Loulou Nénette (remix club). Daniel Prévost et Jacques Balutin. Paroles et Musique : Jean-Max Rivière - Alain Turban / Christian Loigerot - Thierry Geoffroy. (Carrère 14 707)
- 1991 : Déconnage immédiat. Enregistrement audio du spectacle éponyme : Le commandant de bord / La candidature / Dans un sens, ça tombe bien / Les sondages / Le Garage Gaudin. 1 / Le journal TV / La prise du public en otage / Le peigne ; Intermède musical / La leçon d'anglais / Le Garage Gaudin. 2 ; Intermède musical / Le sketch faible / J'ai trompé ma femme / Le Garage Gaudin. 3 / Général Daniel : sketch faible / Les Excuses / Le Garage Gaudin. 4. Ingénieur du son : Jean-Claude Deblais. (WEA 9031753342)
- 1992 : Le garage Gaudin. Extrait du spectacle "Déconnage immédiat". Ingénieur du son : Jean-Claude Deblais. (WEA PRO 342)
- 2008 : Alain Resnais - Portrait Musical : Sur le Quai Malaquais (BOF "Pas sur la bouche" - 2003) – Musique de Maurice Yvain - Paroles de André Barde - Orchestre dirigé par Bruno Fontaine - Chanteurs : Audrey Tautou, Daniel Prévost, Isabelle Nanty, Jalil Lespert, Lambert Wilson, Pierre Arditi, Sabine Azéma. (EmArcy / Universal Music Jazz France 530524 3)

Disques pour la jeunesse
- 1985 : Fantastique Maître Renard : Auteur du texte : Roald Dahl. Traducteurs : Marie Saint-Dizier et Raymond Farré. Compositeur : François Rauber. Récitants : Christine Delaroche, Daniel Prévost (Gallimard jeunesse A31174)
- 1985 : Le Bon gros géant : Auteur du texte : Roald Dahl. Traducteurs : Marie Saint-Dizier et Raymond Farré. Compositeur : François Rauber. Récitants : Christine Delaroche, Daniel Prévost (Gallimard jeunesse A 65173)
- 1985 : Le Doigt magique : Auteur du texte : Roald Dahl. Traducteurs : Marie Saint-Dizier et Raymond Farré. Compositeur : François Rauber. Récitants : Christine Delaroche, Daniel Prévost (Gallimard jeunesse GJ017)
- 1992 : Les Aventures de Jeremy : La Légende du Kilimandjaro : Auteur du texte : André Schetritt. Chanteurs : Francis Lesty, Cathy Varda. Récitants : Jacques Balutin, Roger Carel, Darry Cowl, Micheline Dax, Daniel Prévost (Adès 691322)
- 2002 : Alice au pays des merveilles : Auteur du texte : Lewis Carroll. Traducteur : Louis Cervin. Compositeur : Nicolas Bacri. Récitants : Anouk Grinberg, Daniel Prévost (Frémeaux & Associés FA 824)
- 2004 : Gulliver à Lilliput : Auteur du texte : Jonathan Swift. Récitant : Daniel Prévost (Virgin EMI 7243 8748572 3)
- 2004 : Les Habits neufs du roi : Auteur du texte : Hans Christian Andersen. Récitant : Daniel Prévost (Virgin EMI 7243 8748642 3)
- 2004 : Peau d'âne : Auteur du texte : Charles Perrault. Récitant : Daniel Prévost (Virgin EMI 7243 8748602 3)
- 2004 : Riquet à la houppe : Auteur du texte : Charles Perrault. Récitant : Daniel Prévost (Virgin EMI 7243 8748642 3)

## Vidéographie
- 1978 Musique And Music Special Gainsbourg : Daniel Prévost : Maria (Gainsbourg). Enregistré le 9 avril 1978, Paris, réalisateur Dirk Sanders. 50 min
- 1991 Daniel Prévost, déconnage immédiat : Le commandant de bord / La candidature / Dans un sens, ça tombe bien / Les sondages / Le garage Gaudin (1) / Le journal TV / La prise du public en otage / Le peigne / Intermède musical / La leçon d'Anglais / Le garage Gaudin (2) / Intermède musical / La poésie / Le sketch faible / J'ai trompé ma femme / Le garage Gaudin (3) / Général Daniel (sketch faible) / Les excuses / Le garage Gaudin (4), écrit et interprété par Daniel Prévost, musique de Claude Cassagno, enregistrement en public au Grand Théâtre d'Edgar, Paris 1991, réalisatrice Isabelle Salvini. 1 h 08 min
- 1993 Les histoires du Père Castor :  Le petit cochon trop gourmand  , auteurs Daniel Prévost et Romain Simon. 40 min
- 2003 Sodome et Virginie : Écrit et mis en scène par Daniel Prévost, décors de Jacques Tardi, avec Thierry Buenafuente, Monique Couturier, Florence Muller, enregistrement en public au Théâtre de la Gaîté Montparnasse, Paris 2003, réalisateur Laurent Préyale. 2 h 20 min
- 2006 Paris world tour 2006 : écrit et interprété par Daniel Prévost, écrit et mis en scène par Sören Prévost, musique de Erling Prévost, d'après "Les pensées" de Daniel Prévost, enregistrement en public à l'Olympia, Paris le 16 janvier 2006, réalisateur Bernard Farroux, contient aussi "Sacré Daniel Prévost", "Moi, je...", "Uppercut", "Raisons économiques". 1 h 33 min
- 2007 C'est Prévost ou rien, la déconne est un état d'esprit !!! : Comprend extraits d'émissions de la télévision française et des spectacles de l'artiste. 5 h

## Publications
- Mesures d'urgence pour une société plus chaleureuse même en hiver, Denoël, 1986  (ISBN 2207232220)
- Le Pont de la révolte, Denoël, coll. « Romans français », janvier 1995  (ISBN 2207242692)
- Sodome et Virginie, tragédie nécro-spirituelle en trois actes, illustrations de Jacques Tardi, Denoël, octobre 1996  (ISBN 2207244873)
- Journal intime. Les années de réflexion (1939-1995), Verticales, coll. « Littérature », mars 1998  (ISBN 2843350786)
- Flippou, le chien, co-auteur Yette Prévost, illustrations de Andy Li, Les 3 Orangers, 1998 (BNF 36594898)
- Flippou quitte sa famille, co-auteur Yette Prévost, illustrations de Andy Li, Les 3 Orangers, 1998  (ISBN 2912883032)
- Un couple de notre temps, roman satirique, Le Cherche Midi, coll. « Le Sens de l'Humour », 2000  (ISBN 2862747335)
- Le passé sous silence, Gallimard, coll. « Folio », juin 2001  (ISBN 2070416879)
- Coco belles-nattes, Gallimard, coll. « Folio », juin 2003  (ISBN 2070427978)
- Lettres d'adieu, Le Cherche Midi, 2005  (ISBN 2749103479)
- Éloge du moi et autres pensées, contient "Éloge du moi" suivi de "Les pensées", Hors Collection, coll. « Bibliothèque de l'humour », octobre 2006  (ISBN 2258071135)
- Bestiaire pour tous, dernières nouvelles animales, Le Castor Astral, janvier 2007  (ISBN 9782859203795)
- Délires, Le Cherche Midi, coll. « Humour », février 2010  (ISBN 274911585X)
- Madame B., ma seconde mère, Le Cherche Midi, coll. « Récits », 2012  (ISBN 9782749115870)
- Tu ne sauras jamais combien je t'aime, Le Cherche Midi, coll. « Roman», 2018  (ISBN 9782749109701)
- Mon avis sur tout, Le Cherche Midi, coll. «Documents», 2020
- Autobiographie de moi par moi, Le Cherche Midi, 2022

## Distinctions

### Récompenses
- César 1999 : César du meilleur acteur dans un second rôle Le Dîner de cons
- Festival de la fiction TV de La Rochelle 2007 : meilleure interprétation masculine pour Monsieur Joseph[12]
- Festival international du film de comédie de Liège 2016 : Crystal Comedy Award[13]

### Nominations
- César 1991 : César du meilleur acteur dans un second rôle pour Uranus